# 鍾善經
鍾善經（1487年—？），字理夫，廣東廣州府順德縣人，民籍，明朝政治人物。

## 生平
正德二年（1507年）丁卯科廣東鄉試第二十八名舉人。正德六年（1511年）中式辛未科會試第八十二名，登第三甲第一百四十二名進士。授興化府推官，擢試監察御史，差往盧溝橋抽分竹木廠，實授福建道監察御史，不久即上疏乞歸。

## 家族
曾祖鍾□穗；祖父鍾□，曾任□；父鍾恕，母梁氏。具庆下。兄鍾善本（弘治甲子舉人、贡士）、鍾善言（正德庚午舉人、贡士）。